# Jean de la Rochetaillée
Jean de la Rochetaillée (Rochetaillée-sur-Saône, 1365 circa – Bologna, 24 marzo 1437) è stato un cardinale e patriarca cattolico francese, patriarca di Costantinopoli dal 1412 al 1423 e vescovo di Rouen.

## Biografia
Nato come Jean de Font a Rochetaillée, nei pressi di Lione; di umile origine, fu successivamente conosciuto con il nome del suo luogo di nascita. Si laureò in utroque iure. Chierico della cattedrale di Lione nel 1392 e poi canonico del capitolo della cattedrale di Parigi. Canonico del capitolo della cattedrale metropolitana di Rouen.
Il 13 luglio 1412 fu nominato dall'antipapa Giovanni XXIII patriarca di Costantinopoli e contestualmente amministratore apostolico della diocesi di Saint-Papoul.
Anche se non era cardinale, partecipò al conclave del 1417 che pose fine allo scisma d'Occidente ed elesse papa Martino V.
Il 23 settembre 1418 fu nominato amministratore apostolico di Ginevra, mantenendo comunque il titolo di patriarca di Costantinopoli. Nel luglio 1421 sostituì il cardinale Jean Allarmet de Brogny come vice-cancelliere di Santa Romana Chiesa e probabilmente gli succedette nel 1426.
Fu amministratore apostolico dell'arcidiocesi di Parigi dal 12 giugno 1422 fino al 26 giugno dell'anno successivo, quando venne promosso alla sede metropolitana di Rouen.
Fu creato cardinale nel concistoro del 24 maggio 1426 e ricevette il titolo cardinalizio di San Lorenzo in Lucina. Contestualmente divenne amministratore apostolico di Rouen fino al 1431. Dal 1428 fu arciprete della Basilica di Santa Maria Maggiore. Dal 14 ottobre 1429 fino alla morte fu amministratore apostolico dell'arcidiocesi di Besançon.